# Ermita de San Cristóbal (Benasal)
La ermita de San Cristóbal de Benasal, en la comarca del Alto Maestrazgo, provincia de Castellón, es un lugar de culto catalogado como Bien de Relevancia Local, con la categoría de Monumento de interés local, con códigoː 12.02.026-005, según la Disposición Adicional Quinta de la Ley 5/2007, de 9 de febrero, de la Generalitat, de modificación de la Ley 4/1998, de 11 de junio, del Patrimonio Cultural Valenciano (DOCV Núm. 5.449 / 13/02/2007).
La ermita se ubica en el monte Moncatil, a unos 1117 metros de altitud, en el que es el punto más alto de la Sierra en Segures. Para llegar hasta ella hay que recorrer cinco quilómetros en dirección sur desde Benasal, acercándonos al límite del término de Culla, por la carretera CV-166 que conduce a esta población; tras el Balneario de la Font d'En Segures hay que desviarse por una pista asfaltada que lleva a la cima.

## Historia
Su origen es narrado por una leyenda que cuenta que un misterioso personaje de larga barba se apareció a un procurador o contable que tras una dura experiencia de fracaso en su trabajo, había decidido suicidarse en este lugar. La edificación actual no es la originaria que data del siglo XIV, asentándose en los cimientos de una mezquita musulmana cristianizada en 1372. Con el paso de los años la ermita primitiva acabó derruyéndose en 1700, pasándose a construir la actual ermita. Los trabajos de inicio de la construcción se vieron retardados por la Guerra de Sucesión, comenzándose las obras en 1717, y terminándose en 1730 bajo la dirección y supervisión de Cristòfol Grau y Francesc Bertran. Pese a los pocos años que tenía, en 1750 se llevan a cabo considerables reformas, hecho que se ha vuelto a repetir a lo largo de los años hasta las intervenciones que se han realizado últimamente para lograr mantener y conservar el monumento hasta nuestros días para asegurar su mantenimiento y conservación.

## Descripción

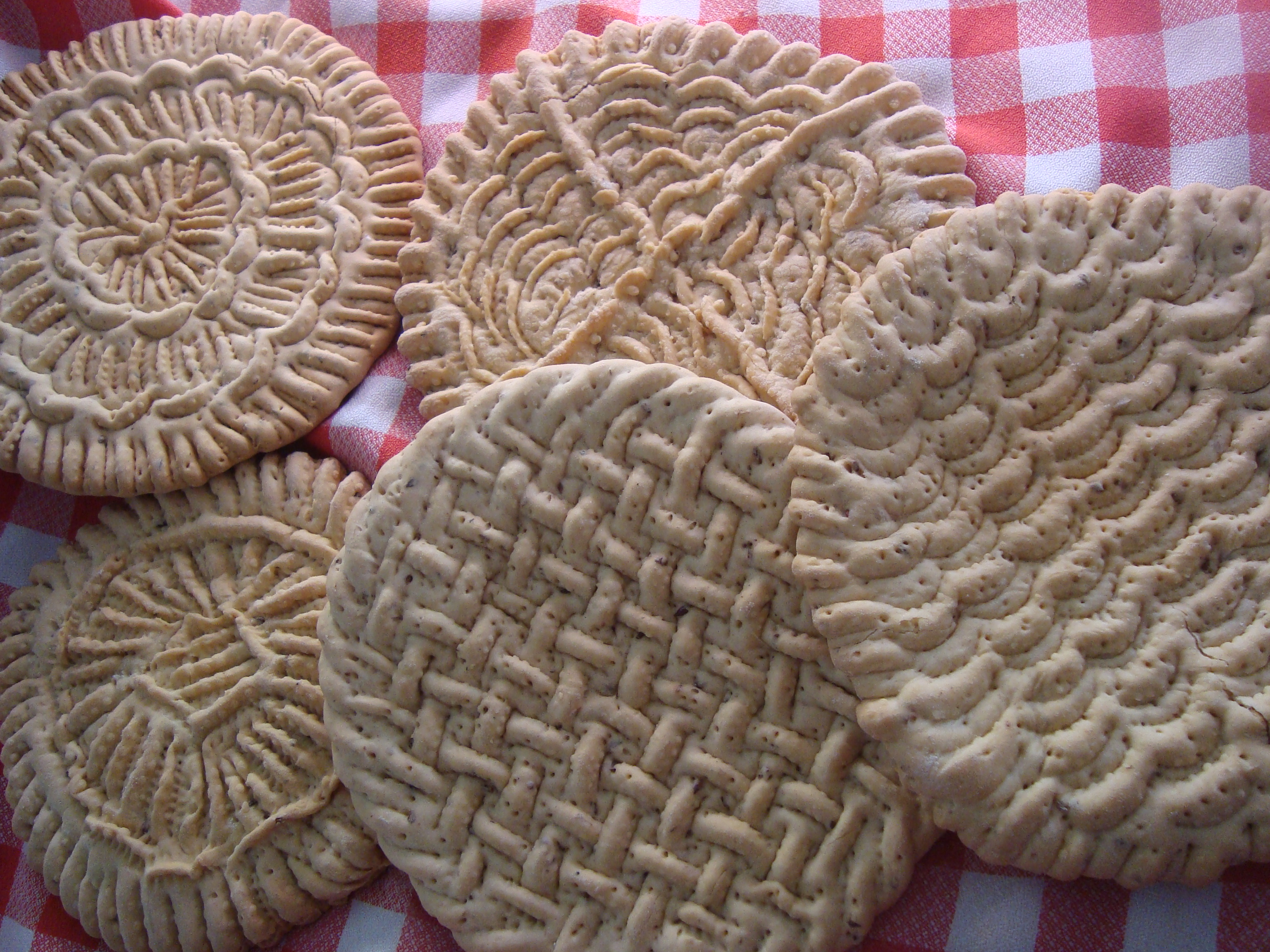
"Primes", tortas decoradas de San Cristóbal (Benasal)

Se trata de un edificio de grandes dimensiones y aspecto militar, parecido al de las fortalezas roqueras. Frente a la ermita está la casa del ermitaño con todos los edificios anexos necesarios. De los restos del siglo XV se puede ver trazas góticas típicas del gótico valenciano. De la ermita, que puede considerarse realmente una iglesia, por sus dimensiones, destaca su monumentalidad y robustez. El edificio presenta grandes contrafuertes laterales y unas robustas torres cilíndricas en ambas esquinas de la fachada principal, a modo de torres defensivas. La techumbre es a dos aguas y el atrio lateral, utilizado como refugio por los visitantes, presenta un techo independiente a menor altura. La fachada presenta un alto y esbelto arco de medio punto que acaba en un ancho hastial que hace las veces de espadaña, mientras que el acceso al templo se realiza a través de una puerta situada en una portada de estilo toscano con hornacina vacía encima de la cual puede observase una ventana.
La planta es rectangular de 25,40 metros de largo por 15 de ancho, de nave única con cubierta en bóveda de cañón con lunetos a ambos lados. Presenta capillas laterales a las que se accede a través de unos arcos de medio punto. También puede destacarse el alto coro a los pies de la ermita, el púlpito adosado o el ábside que presenta dos pechinas, de las cuales se descuelgan numerosos exvotos. Presenta una pequeña sacristía de planta rectangular, frente a la cual se abre otra dependencia que no se utiliza en la actualidad.
En una de las ménsulas de la pared del presbiterio se puede observar la sencilla y austera imagen de San Cristóbal.
La fiesta de San Cristóbal se celebra en Benasal el lunes de Pascua de Pentecostés. Entre los actos destaca la misa, oficiada en la ermita, así como el canto de gozos y el reparto de los “primots”, plato típico consistente en unas tortas de harina, levadura y “llavoretes” de anís, que son transportadas por una recua de animales engalanada. Por su parte, el 10 de julio, se celebra el Día del Milagro, en la que se vuelve a oficiar culto en la ermita, aunque tiene menos afluencia de vecinos.